# شهرستان له باسک
شهرستان له باسک (به انگلیسی: Les Basques RCM) یک منطقهٔ مسکونی در کانادا است که در Bas-Saint-Laurent واقع شده‌است. شهرستان له باسک ۱٬۱۳۰٫۷۰ کیلومتر مربع مساحت و ۹٬۱۴۲ نفر جمعیت دارد و در کشور کانادا واقع شده است.